# UB40
UB40 (срп. Ју би форти) је енглески музички састав из Бирмингема.
Бенд су 1978. основали браћа Алистер Кембел и Робин Кембел, који су синови шкотског фолк певача Ијана Кембела. Прве музичке инструменте су купили новцем који је Алистер Кембел добио у свађи у бару током прославе свог 17. рођендана. Име UB40 настало је тако да су преправили шифру обрасца за незапослене Department of Unemployment у Енглеској у Unemployed Benefits form 40.
Године 1980. када је група Pretenders радила турнеју у Енглеској, чланови UB40 приметили су певачицу Криси Хинде у кафићу. Исте године Pretenders и UB40 крећу на заједничку турнеју и UB40 објављује деби албум Signing Off. Pretenders и UB40 су удружили снаге 1986. године у студију и обрадили песму I Got You Babe из 1966. године коју у оригиналу изводе Сони и Шер, са њом су постигли велики комерцијални успех. UB40 су један од ретких бендова који је дуго наступао у оригиналној постави. Продали су преко 70 милиона албума широм света. Неке од њихових најпознатијих песама су Red Red Wine, Rat in my Kitchen, Kingston Town, Where Did I Go Wrong и обрада песме Елвиса Преслија Can't Help Falling in Love која је била број 1 на топ листама у Британији и САД.

## Дискографија

### Албуми
- Signing Off (1980)
- Present Arms (1981)
- Present Arms in Dub (1982)
- UB44 (1984)
- Labour of Love (1984)
- UB40 (1985)
- Geoffery Morgan (1986)
- Rat in Mi Kitchen (1987)
- Labour of Love II (1989)
- Promises and Lies (1993)
- Guns in the Ghetto (1997)
- Labour of Love III (1999)
- Cover Up (2001)
- Homegrown (2003)
- Who You Fighting For? (2005)
- TwentyFourSeven (2008)
- Labour of Love IV (2010)
- Getting Over the Storm (2013)
- For the Many (2019)